# Petramops
Petramops creaseri — вид молосових кажанів, виявлений у міоценових відкладеннях скам’янілостей на місцях Ріверслі.
Petramops був молосисним кажаном, який не був тісно пов’язаним із сучасними австралійськими видами, і, очевидно, був частиною базальної групи, залученої до найдавнішого розселення родини. Це був кажан на великі відстані, що, можливо, сприяло його колонізації австралійського регіону раніше за інших молосів, можливо, на початку міоцену. Вид описується характеристиками зубів, які найбільше нагадують рід Rhizomops, знайдений в Америці.
Типовим матеріалом була нижня щелепа з кількома непошкодженими зубами, а інші зуби доповнювали опис і діагноз Хенда. Інші зразки, включаючи посткраніальний матеріал, пізніше були ідентифіковані як той самий вид. Вважається, що цей вид шукав їжу в густих тропічних лісах і на їх околицях, які існували в міоцені.